# Grijswitte elenia
De grijswitte elenia (Pseudelaenia leucospodia) is een zangvogel uit de familie Tyrannidae (tirannen).

## Verspreiding en leefgebied
Deze soort komt voor in zuidwestelijk Ecuador en noordwestelijk Peru.

## Status
De grootte van de populatie is niet gekwantificeerd maar de soort wordt omschreven als vrij algemeen. Op de Rode lijst van de IUCN heeft deze soort de status niet bedreigd.